# Alperton metróállomás
Az Alperton a londoni metró egyik állomása a 4-es zónában, a Piccadilly line érinti.

## Története
Az állomást 1903. június 28-án a District line részeként nyitották meg Perivale-Alperton néven. Mai nevét 1910. október 7-én kapta. 1932. július 4-én felváltotta a Piccadilly line.

## Forgalom
| Járat | Útvonal | Gyakoriság   |
| ----- | --- | ------------ |
|       | Cockfosters – Oakwood – Southgate – Arnos Grove – Bounds Green – Wood Green – Turnpike Lane – Manor House – Finsbury Park – Arsenal – Holloway Road – Caledonian Road – King’s Cross St. Pancras – Russell Square – Holborn – Covent Garden – Leicester Square – Piccadilly Circus – Green Park – Hyde Park Corner – Knightsbridge – South Kensington – Gloucester Road – Earl’s Court – Barons Court – Hammersmith – Turnham Green – Acton Town – Ealing Common – North Ealing – Park Royal – Alperton – Sudbury Town – Sudbury Hill – South Harrow – Rayners Lane – Eastcote – Ruislip Manor – Ruislip – Ickenham – Hillingdon – Uxbridge | 5 percenként |

## Átszállási kapcsolatok
| Állomás  | Átszállási kapcsolatok          |
| -------- | ------------------------------- |
| Alperton | Helyi buszok (Alperton Station) |

## Fordítás
- Ez a szócikk részben vagy egészben  az   Alperton tube station című angol Wikipédia-szócikk fordításán alapul.  Az eredeti cikk szerkesztőit annak laptörténete sorolja fel. Ez a jelzés csupán a megfogalmazás eredetét és a szerzői jogokat jelzi, nem szolgál a cikkben szereplő információk forrásmegjelöléseként.